# Loristes
Loristes is een geslacht van wantsen uit de familie van de Miridae (Blindwantsen). Het geslacht werd voor het eerst wetenschappelijk beschreven door Josifov & Kerzhner in 1972.

## Soorten
Het genus bevat de volgende soorten:

- Loristes decoratus (Reuter, 1908)
- Loristes paveli Yasunaga, 2008